# Błonie
Błonie (udtale: [ˈbwɔɲɛ])  er en by der ligger i det østlige, centrale Polen, i den centrale del af voivodskabet Masovien (Województwo mazowieckie) og har 12.152(2021) indbyggere og et areal på	9,09  km². Den er administrationsby i powiatet (amt) Warszawa vest.

## Historie
Bebyggelsen går tilbage til det 8. århundrede. Den blev første gang nævnt i det 11. århundrede, og udgjorde allerede i det 12. århundrede en betydelig bebyggelse med den første kirke grundlagt i 1257 af hertug Konrad 2. af Masovien. Kirken bygget i den tidlige gotiske stil eksisterer i dag, selvom den er ombygget flere gange. Byrettighederne blev givet til Błonie af hertug Władysław af Kraków den 2. maj 1338. I det 16. århundrede var Błonie en velstående by, især kendt for skomageri og brygning.